# NGC 604
NGC 604 је део галаксије (на пример сјајан HII регион) у сазвежђу Троугао која се налази на NGC листи објеката дубоког неба.
Деклинација објекта је + 30° 47' 4" а ректасцензија 1h 34m 32,6s. Привидна величина (магнитуда) објекта NGC 604 износи 12,0. NGC 604 је још познат и под ознакама HII in M 33.